# بينيتو إراولا سيرانو خيمينيز
بينيتو إراولا سيرانو خيمينيز (بالإسبانية: Benito Serrano Jiménez)‏ هو قاضي وسياسي كوستاريكي، ولد في 19 مارس 1850، وتوفي في 23 ديسمبر 1945.